# 大幾
大幾（だいき）は、日本の戦国時代、安土桃山時代の人物で、臨済宗の僧侶（禅僧）、政治家、教育者である。織田信長と豊臣秀吉の信認を得て、その懐刀、ブレーンとして活躍した。

## 略歴
備中国下道郡久代村横田（現在の岡山県総社市久代字横田）に生まれた。幼少時に地元の天福寺（天福禅寺）で小僧となる。
そののち雪舟も出家した井山宝福寺の満足庵で正式に出家し、その後京都の東福寺に移った。
天正9年（1581年）2月に織田信長の使者として備中経山城主中島元行に使いをし、信長方への加勢を要請。
信長の死後は秀吉に仕え活躍する。秀吉の要請によって朝鮮に渡り、当地の人情、風俗などを調査し、朝鮮出兵に参画する。
その後、豊臣秀頼の養育係を依頼され、その任に付くが、しばらくして建仁寺の文英清韓を代役として推挙して地元に帰郷。宝福寺満足庵の住職となる。
その後、故郷である久代村横田・才の鼻にて示寂した。天福寺には墓と石碑がある。